# Potočac
Potočac (cyr. Поточац) – wieś w Serbii, w okręgu pomorawskim, w gminie Paraćin. W 2011 roku liczyła 1096 mieszkańców.